# Haribon Chebani
Haribon Chebani est un homme d'État comorien.
Ancien président de la Cour suprême et membre de l'Union comorienne pour le progrès, il occupe le poste de président de la République par intérim et succède à Ahmed Abdallah dès l’assassinat de ce dernier le 26 novembre 1989. Le 27 novembre, il est destitué par le mercenaire français Bob Denard.